# Ikkō-Aufstände

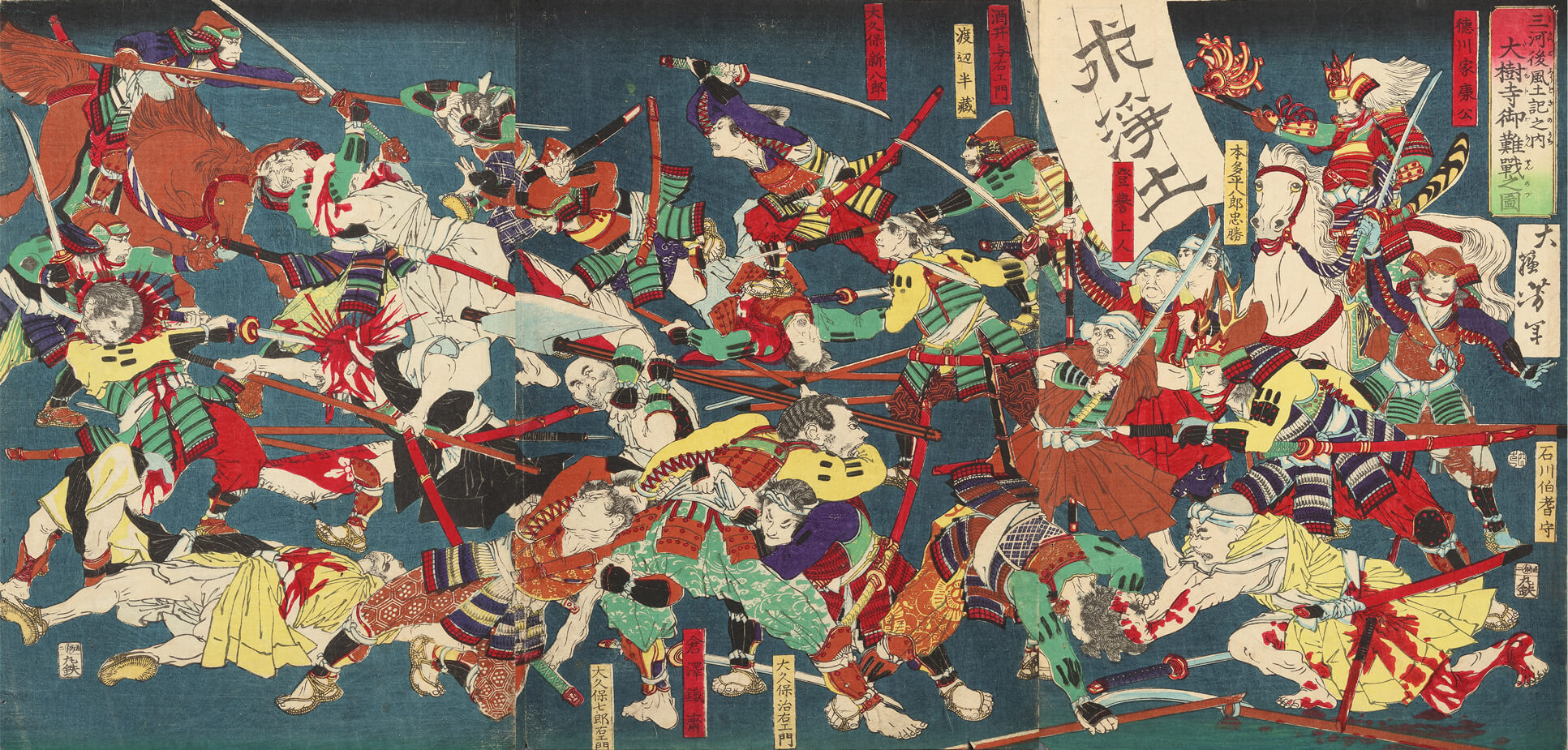
Fiktive Darstellung der Schlacht von Azukizaka, Farbholzschnitt von Tsukioka Yoshitoshi, 1873.

Die Ikkō-Aufstände (japanisch 一向一揆, Ikkō ikki) waren Revolten von Bauern und der buddhistischen Schule Ikkō-shū (Jōdo-Shinshū) im Japan des 15. und 16. Jahrhunderts.
Nachdem Anhänger der Ikkō-shū Togashi Masachikas Kampf gegen seinen Bruder Togashi Yukichiyo unterstützt hatten, revoltierten sie 1475, als er sich nicht an die Abmachung hielt, sie mit Ländereien zu belohnen. Masachika schlug den Aufstand in Kaga nieder, woraufhin sich einige Ikkō-shū an Rennyo wandten, einen einflussreichen buddhistischen Meister, und ihn um Vermittlung baten. Ein Berater Rennyos stachelte aber Bauern und die Ikkō-shū zum Kampf an.
Als Masachika auf Geheiß des Shōguns Ashikaga Yoshihisa nach Ōmi gezogen war, um dort eine Rebellion niederzuschlagen, schlugen die Ikkō-shū los. Masachika kehrte zurück, doch einige seiner Vasallen schlugen sich auf die Seite der Aufständischen. Masachika wurde nun in seinem Schloss belagert und war gezwungen Seppuku zu begehen.
Rennyo verurteilte auf Druck des Shoguns die Aufständischen, exkommunizierte sie jedoch nicht. Der Ikkō-shū gelang es nach und nach die Macht über Kaga vollständig zu erringen und sie unterstützten 1506 und 1508 Aufstände von Ikkō-Anhängern im benachbarten Etchū und Echizen. Ab 1521 wurde ihre Macht über Kaga offiziell vom Bakufu anerkannt.
Weitere Aufstände fanden auf der Noto-Halbinsel, nördlich von Kaga, und dem restlichen Hokuriku statt.
Die Ikkō-shū blieben in den folgenden Jahrzehnten ein wichtiger Machtfaktor, bis sie 1580 vor Oda Nobunaga kapitulierten.